# Sabine Klimek
Sabine-Karina Klimek (n. 13 martie 1991, la Timișoara) este o handbalistă din România care joacă pentru CSM Târgu Jiu pe postul de coordonator.

## Biografie
Sabine Klimek a început să joace handbal la Timișoara, la Liceul cu Program Sportiv „Banatul”, apoi s-a transferat la CSȘ nr. 2 Baia Mare. În 2009, a fost transferată de HCM Baia Mare, cu care a participat în Cupa EHF ediția 2009-2010. Ea a fost suspendată din toamna lui 2011 până în vara lui 2013 când a fost împrumutată la clubul HC Vlady Oradea. La sfârșitul anului competițional 2013-2014, în urma problemelor financiare ale echipei orădene, Sabine Klimek s-a transferat la formația SC Mureșul Târgu Mureș, unde a jucat un sezon. În vara anului 2015, după ce echipa mureșeană a retrogradat în Divizia A, Klimek a semnat un contract cu HC Zalău. După două sezoane la echipa zălăuană, Klimek s-a transferat la SCM Timișoara, iar în 2018, a semnat cu ACS Crișul Chișineu-Criș. După retragerea echipei Crișul Chișineu-Criș, în noiembrie 2020, din Liga Națională sezonul 2020-2021 Sabine Klimek s-a transferat la CSM Deva. În vara anului 2021, ea a semnat un contract cu CSM Târgu Jiu
Sabine Klimek a fost prima dată convocată la echipa de junioare a României în 2005. În total, ea a evoluat în 31 de meciuri pentru echipele de junioare și tineret, și a înscris 98 de goluri.

## Palmares
- Cupa EHF:
  - Turul 4: 2010

- Cupa României:
  -  Finalistă: 2023

- Campionatul Național de Junioare I:
  -  Câștigătoare: 2010

- Campionatul Național de Junioare II:
  -  Câștigătoare: 2007

- Campionatul Național de Junioare III:
  -  Medalie de bronz: 2005

## Performanțe individuale
- Cea mai tehnică jucătoare la Campionatul Național de Junioare I: 2010;[19]
- Cel mai bun centru la Campionatul Național de Junioare I: 2009;
- Cea mai bună jucătoare la Campionatul Național de Junioare I: 2009;
- Cea mai bună marcatoare la Campionatul Național de Junioare II: 2008;